# Réver
Réver Humberto Alves Araújo (Ariranha, 4 de janeiro de 1985) é um ex-futebolista brasileiro que atuava como zagueiro. 
Terceiro defensor e zagueiro com mais gols na história do Campeonato Brasileiro, no total marcou 34 vezes em 356 partidas disputadas na competição.

## Carreira

### Paulista
Formado nas categorias de base do Paulista, Réver foi revelado pelo clube de Jundiaí, onde atuou por quatro temporadas e conquistou a Copa do Brasil de 2005 ao lado do goleiro Victor.

### Al-Wahda
Em 2007, o jogador foi emprestado ao Al-Wahda, dos Emirados Árabes Unidos.

### Retorno ao Paulista
Voltou ao Paulista na mesma temporada.

### Grêmio
A carreira de Réver foi projetada nacionalmente no ano de 2008. Após ser contratado pelo Grêmio, emprestado pelo Paulista, ele acabou se destacando. Inicialmente com contrato até o final do ano, o jogador acabou sendo comprado pelo Grêmio e teve seu contrato renovado por cinco anos, em novembro de 2008. Suas boas atuações na zaga do time fizeram com que ele fosse apontado como peça importante no vice-campeonato do Grêmio no Campeonato Brasileiro. Réver foi, no mesmo ano, indicado ao Prêmio Craque do Brasileirão, como zagueiro, mas acabou ficando em terceiro lugar.
Em 6 de agosto de 2009, Réver sofreu uma pancada na cabeça, em jogo contra o Palmeiras e saiu de campo desacordado. Após ser levado ao hospital, ele foi submetido a exames neurológicos na capital paulista e fez outros exames em Porto Alegre.
Em janeiro de 2010, o presidente do Grêmio, Duda Kroeff, manifestou o interesse em adquirir mais 25% dos direitos econômicos do jogador. A distribuição dessas parcelas é de 55% para o Grêmio, 20% para o Paulista e 25% de empresários.

### Wolfsburg
Em janeiro de 2010 foi negociado ao Wolfsburg, da Alemanha, com vínculo até 2014.

### Atlético Mineiro

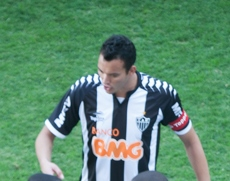
Réver pelo Atlético Mineiro em 2012

Ainda em 2010, no dia 19 de julho, retornou ao futebol brasileiro por meio do Atlético Mineiro, que adquiriu metade dos direitos econômicos do jogador e rapidamente adotou a braçadeira de capitão. Em outubro, fez seu primeiro gol com a camisa do Galo: um golaço de bicicleta que ele marcou na vitória por 3–2 de virada contra o Atlético-GO no estádio Serra Dourada, jogo válido pela 27ª rodada do Brasileirão de 2010.
Na equipe do Galo, Réver viveu o auge da sua carreira: marcou muitos gols (principalmente de cabeça), conquistou muitos títulos, criou uma forte identificação com clube e tornou-se um dos grandes ídolos da massa atleticana.
Em 2011, com a chegada de Leonardo Silva, Réver formaria uma grande dupla de zaga (até mesmo revezando a braçadeira de capitão). Como ambos têm 1,92m de altura, carinhosamente foram apelidados pela torcida do Galo de "Torres Gêmeas" e também "Dois Ataques". A dupla de defensores marcou muitos gols, principalmente de cabeça, sendo uma das zagas mais fortes do futebol brasileiro.
No dia 6 de julho de 2012, o Atlético entrou com ação no Superior Tribunal de Justiça Desportiva acusando o São Paulo de tentar aliciar o atleta. Marcou gols e foi um dos pilares do vice-campeonato brasileiro daquele ano.
Em 2013 atingiu a sua melhor condição como zagueiro. Naquele ano conquistou o Campeonato Mineiro e a Copa Libertadores da América, erguendo a taça como capitão em ambas as conquistas. Réver marcou dois gols: um contra o São Paulo, na estreia do Galo na primeira fase, e o gol da classificação para a semifinal contra o Tijuana, no empate por 1–1. O jogador afirmou que essa foi a conquista mais importante e inesquecível da sua carreira. Logo em seguida, jogou mais alguns jogos e conviveu com uma série de lesões em seu tornozelo esquerdo, quase ficando de fora da disputa do Mundial de Clubes realizado no Marrocos. O Atlético apresentou um futebol ruim e ficou em 3º lugar na competição.
Em maio de 2014, o jogador chegou ao 22º gol com a camisa alvinegra, se tornando o zagueiro com mais gols na história do clube, e ultrapassando Luizinho, defensor da década de 1980 que marcou 21 vezes pela equipe. Porém, em setembro de 2015, perdeu o posto para seu ex-companheiro de zaga no clube mineiro Leonardo Silva.

### Internacional

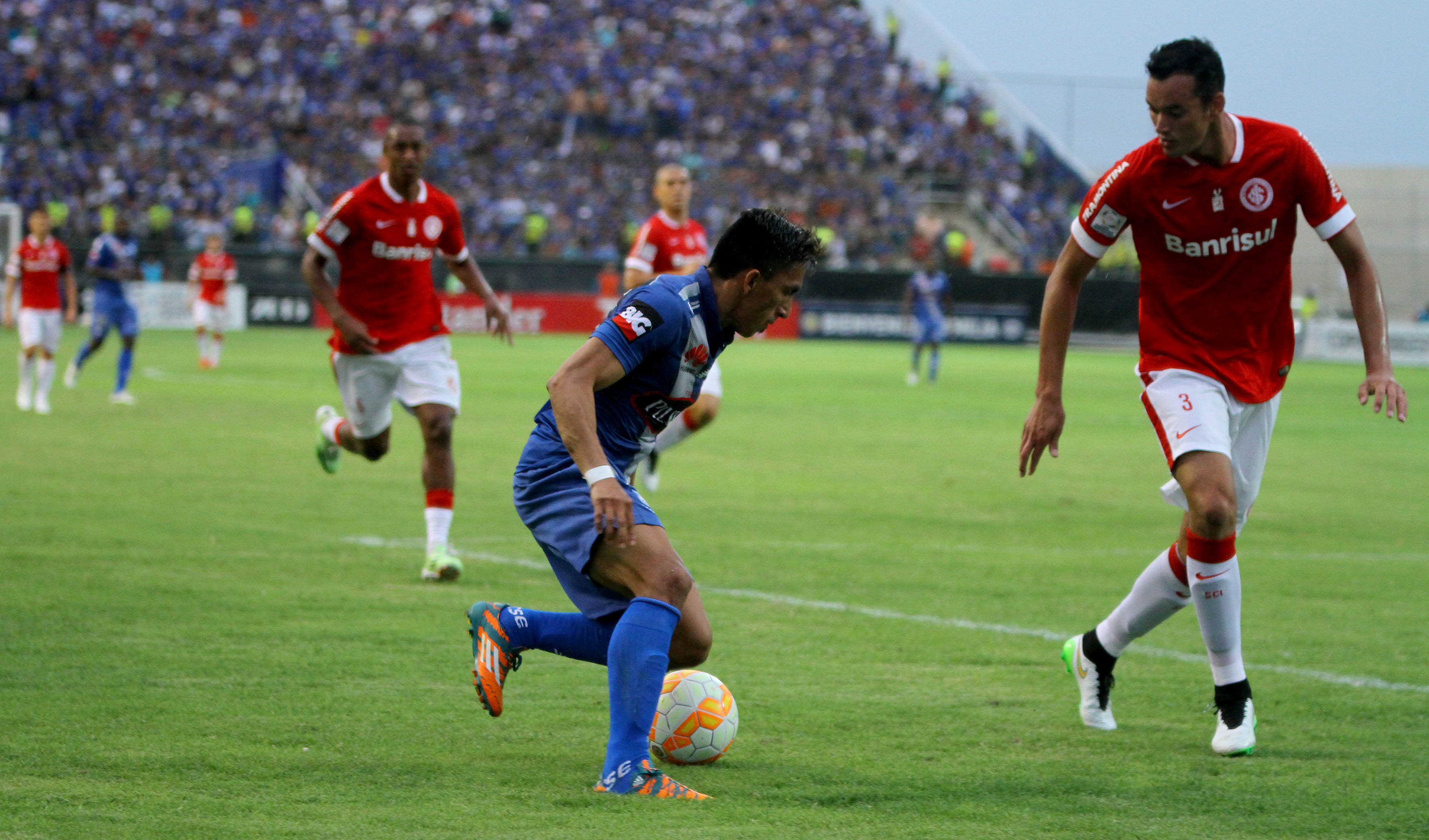
Réver (à direita) atuando pelo Inter contra o Emelec, pela Libertadores

No dia 14 de janeiro de 2015, Réver assinou vinculo de três temporadas e meia com o Internacional, utilizando a camisa de número três. Conquistou dois Campeonatos Gaúchos
No clube gaúcho, Réver sofreu com lesões graves, que acabaram por o não deixar ter uma sequência de jogos, o que lhe valeu a reserva da equipe.

### Flamengo
Em 9 de junho de 2016 foi oficializado seu empréstimo ao Flamengo até 30 de junho de 2017.
No dia de sua apresentação, deu a seguinte declaração:
| “ | É uma satisfação imensa vestir essa camisa de tanta tradição. Fico feliz com o reconhecimento, estou tendo a oportunidade de dar a volta por cima, já que fui contestado por muitos no último ano. O Flamengo me dá a chance de reerguer a minha carreira. Espero retribuir e dar alegrias aos torcedores. | ” |

Fez sua estreia no dia 15 de junho, contra o Cruzeiro, seu antigo rival, no Mineirão. Além de ter mostrado eficiência na zaga, marcou de cabeça o gol da vitória rubro-negra por 1–0. Além do gol, ele foi também o jogador que mais finalizou na partida (por pouco não marcou o 2º, por conta de uma grande defesa de Fábio), ao lado de Duvier Riascos, do Cruzeiro, com quatro finalizações.
Marcou um gol de cabeça contra seu ex-clube Internacional, abrindo o placar no Beira-Rio. No entanto, o Fla acabou sofrendo a virada e perdeu por 2–1 para os colorados.

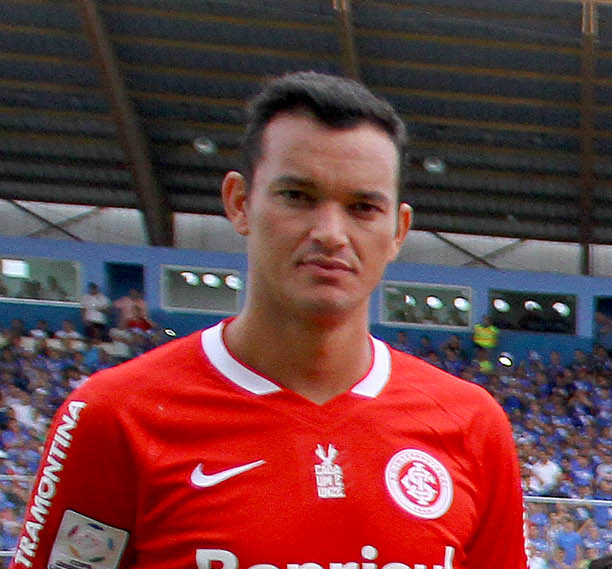
Réver em 2015

Suas boas partidas no Brasileirão 2016 lhe renderam o Prêmio Bola de Prata da ESPN/Placar. Foi a primeira vez em 19 anos que um zagueiro do Flamengo ganhou este prêmio. O último a ter tido a honraria havia sido Júnior Baiano, ainda em 1997. Réver também entrou para a Seleção do Brasileirão-16 pelo jornal Lance!
Em 2017, Réver ajudou a equipe a sagrar-se campeã invicta do Campeonato Carioca. Com atuações seguras, Réver foi um dos dois zagueiros escolhidos para a Seleção do Campeonato Carioca.
Na 7ª rodada do Brasileirão voltou a marcar na vitória do Flamengo contra a Ponte Preta por 2–0, na inauguração da Ilha do Urubu.
No jogo contra o Corinthians, foi bem defensivamente e empatou a partida, num golaço de voleio, após boa assistência de Juan. E a partida ficou empatada em 1–1 na Arena Corinthians. Na semifinal da Copa do Brasil, contra o Botafogo, foi bem defensivamente e ajudou o time a vencer a partida por 1–0 no Maracanã, classificando o rubro-negro para a final. Ao ser substituído no final do segundo tempo, Réver saiu bastante aplaudido pela torcida.
No jogo contra o Bahia, pelo Brasileirão, além da boa atuação defensiva, o jogador marcou dois gols, ajudando o Flamengo a vencer a partida por 4–1 na Ilha do Urubu. Um detalhe curioso sobre o seu segundo gol nesta partida é que após a cobrança de escanteio de Éverton, Réver deu um salto de incríveis 58 centímetros e cabeceou a bola quando a mesma estava a 2,50m do chão (o travessão da baliza fica a 2,44m).
| “                                                                               | Ele subiu muito! Mais do que impulsão, é a perfeição de encontrar a bola no ponto mais alto. Foi um belo gol, belo golpe de cabeça, tirando completamente a ação do goleiro adversário. | ” |
| — Roger Flores, comentarista do SporTV, sobre o gol de cabeça anotado por Réver | |   |

### Retorno ao Atlético Mineiro
Com o desinteresse do Flamengo em continuar com o zagueiro, e o Internacional liberando o jogador para qualquer clube, quem mostrou interesse no jogador foi o Atlético Mineiro, que anunciou o seu retorno em dezembro de 2018. Réver assinou com o Galo por três temporadas e novamente passou a formar dupla de zaga com seu antigo companheiro Leonardo Silva. Com mais de 30 gols, ambos são os zagueiros que mais balançaram as redes pelo Atlético Mineiro.
Na temporada 2021, ainda pelo Atlético, Réver conquistou a tríplice coroa com o clube mineiro, sagrando-se campeão estadual, brasileiro e da Copa do Brasil. Devido ao seu bom desempenho durante o ano, em outubro teve seu contrato renovado até o final de 2022.
Após o ano de 2021, Réver tornou-se o único jogador do Atlético a conquistar os títulos da Libertadores, Recopa Sul-Americana, Copa do Brasil e Campeonato Brasileiro.
Em 20 de fevereiro de 2022, o defensor foi mais uma vez campeão com a camisa atleticana, levantando o título da Supercopa do Brasil diante do Flamengo. De todas as competições que Réver disputou pelo clube, o zagueiro só não foi campeão do Mundial de Clubes e da Copa Sul-Americana.

## Seleção Nacional
Convocado por Mano Menezes, Réver estreou pela Seleção Brasileira no dia 7 de outubro de 2010, em um amistoso contra o Irã, substituindo Thiago Silva aos 78 minutos.
Em 2011, foi chamado para o Superclássico das Américas e atuou nos clássicos contra a Argentina, iniciando como titular ao lado de Dedé nas duas partidas. A Seleção Brasileira venceu o segundo jogo por 2–0 e sagrou-se campeã do Superclássico, sendo Réver o capitão da conquista.
Já em 2013, integrou o elenco brasileiro na Copa das Confederações realizada no Brasil.
Réver era um dos nomes cotados por Felipão para ir à Copa do Mundo FIFA de 2014, mas devido à pouca sequência de jogos meses antes da Copa por conta das lesões, o defensor sequer esteve na lista dos convocados. Para o seu lugar, Scolari chamou Henrique.

## Estatísticas

### Clubes
Atualizadas até 11 de agosto de 2022
| Clube             | Temporada         | Liga  | Liga | Copa  | Copa | Continental | Continental | Outros | Outros | Total | Total |
| Clube             | Temporada         | Jogos | Gols | Jogos | Gols | Jogos       | Gols        | Jogos  | Gols   | Jogos | Gols  |
| ----------------- | ----------------- | ----- | ---- | ----- | ---- | ----------- | ----------- | ------ | ------ | ----- | ----- |
| Paulista          | 2005              | 7     | 0    | 4     | 0    | —           | —           | 1      | 0      | 12    | 0     |
| Paulista          | 2006              | 28    | 1    | —     | —    | 6           | 0           | 3      | 0      | 37    | 1     |
| Paulista          | 2007              | 4     | 1    | —     | —    | —           | —           | 18     | 2      | 22    | 3     |
| Paulista          | 2008              | —     | —    | —     | —    | —           | —           | 16     | 0      | 16    | 0     |
| Paulista          | Total             | 39    | 2    | 4     | 0    | 6           | 0           | 38     | 2      | 87    | 4     |
| Al-Wahda          | 2007–08           | 10    | 0    | —     | —    | —           | —           | —      | —      | 10    | 0     |
| Grêmio            | 2008              | 35    | 2    | —     | —    | 1           | 0           | —      | —      | 36    | 2     |
| Grêmio            | 2009              | 31    | 5    | —     | —    | 12          | 2           | 14     | 0      | 57    | 7     |
| Grêmio            | 2010              | —     | —    | —     | —    | —           | —           | 3      | 0      | 3     | 0     |
| Grêmio            | Total             | 66    | 7    | 0     | 0    | 13          | 2           | 17     | 0      | 96    | 9     |
| Wolfsburg         | 2009–10           | —     | —    | —     | —    | 1           | 0           | —      | —      | 1     | 0     |
| Atlético Mineiro  | 2010              | 18    | 2    | —     | —    | —           | —           | —      | —      | 18    | 2     |
| Atlético Mineiro  | 2011              | 30    | 4    | 4     | 0    | 2           | 0           | 13     | 1      | 49    | 5     |
| Atlético Mineiro  | 2012              | 28    | 6    | 4     | 1    | —           | —           | 14     | 0      | 46    | 7     |
| Atlético Mineiro  | 2013              | 23    | 0    | 2     | 0    | 12          | 2           | 14     | 5      | 51    | 7     |
| Atlético Mineiro  | 2014              | 7     | 1    | —     | —    | 3           | 0           | 2      | 0      | 12    | 1     |
| Atlético Mineiro  | Total             | 106   | 13   | 10    | 1    | 17          | 2           | 43     | 6      | 176   | 22    |
| Internacional     | 2015              | 17    | 2    | 2     | 0    | 6           | 1           | 7      | 0      | 32    | 3     |
| Internacional     | 2016              | —     | —    | —     | —    | —           | —           | 8      | 0      | 8     | 0     |
| Internacional     | Total             | 17    | 2    | 2     | 0    | 6           | 1           | 15     | 0      | 40    | 3     |
| Flamengo          | 2016              | 29    | 2    | —     | —    | 1           | 0           | —      | —      | 30    | 2     |
| Flamengo          | 2017              | 25    | 5    | 7     | 0    | 13          | 2           | 14     | 0      | 59    | 7     |
| Flamengo          | 2018              | 26    | 2    | 6     | 0    | 6           | 0           | 6      | 0      | 44    | 2     |
| Flamengo          | Total             | 80    | 9    | 13    | 0    | 20          | 2           | 20     | 0      | 133   | 11    |
| Atlético Mineiro  | 2019              | 28    | 1    | 4     | 0    | 14          | 2           | 6      | 1      | 52    | 4     |
| Atlético Mineiro  | 2020              | 26    | 1    | 1     | 0    | 2           | 0           | 9      | 1      | 38    | 2     |
| Atlético Mineiro  | 2021              | 22    | 0    | 8     | 2    | 6           | 0           | 5      | 0      | 41    | 2     |
| Atlético Mineiro  | 2022              | 8     | 1    | 2     | 0    | 4           | 0           | 9      | 0      | 23    | 1     |
| Atlético Mineiro  | Total             | 84    | 3    | 15    | 2    | 26          | 2           | 29     | 2      | 154   | 9     |
| Total na carreira | Total na carreira | 402   | 36   | 44    | 3    | 89          | 9           | 162    | 10     | 697   | 58    |

1. 1 2 3 4  Jogo(s) de Campeonato Paulista
2. 1 2 3 4 5 6 7 8  Jogo(s) de Copa Libertadores
3. 1 2 3 4  Jogo(s) de Copa Sul-Americana
4. 1 2 3  Jogo(s) de Campeonato Gaúcho
5. ↑  Jogo de Liga Europa da UEFA
6. 1 2 3 4 5 6  Jogo(s) de Campeonato Mineiro
7. ↑  12 jogos e cinco gols de Campeonato Mineiro, dois jogos de Mundial de Clubes
8. ↑  Um jogo de Campeonato Mineiro, um jogo de Recopa Sul-Americana
9. ↑  Seis jogos de Campeonato Gaúcho, dois jogos de Primeira Liga
10. ↑  Seis jogos de Copa Libertadores, sete jogos e um gol de  Copa Sul-Americana
11. ↑  13 jogos de Campeonato Carioca, um jogo de Primeira Liga
12. ↑  Jogos de Campeonato Carioca
13. ↑  Oito jogos e um gol de Copa Libertadores, seis jogos e um gol de Copa Sul-Americana

### Seleção Brasileira
Abaixo estão listados todos jogos e gols do futebolista pela Seleção Brasileira. Abaixo da tabela, clique em expandir para ver a lista detalhada dos jogos de acordo com a categoria selecionada.
Seleção principal
| Ano   |       |      |         |       |
| Ano   | Jogos | Gols | Assist. | Média |
| ----- | ----- | ---- | ------- | ----- |
| 2010  | 1     | 0    | 0       | 0     |
| 2011  | 2     | 0    | 0       | 0     |
| 2012  | 3     | 0    | 0       | 0     |
| 2013  | 2     | 1    | 0       | 0,5   |
| Total | 8     | 1    | 0       | 0,12  |

|    | Data                   | Local                                                             | Resultado | Adversário | Gols | Assist. | Competição                         |
| -- | ---------------------- | ----------------------------------------------------------------- | --------- | ---------- | ---- | ------- | ---------------------------------- |
| 1. | 7 de outubro de 2010   | Sheikh Zayed Stadium, Abu Dhabi, Emirados Árabes Unidos           | 3–0       | Irã        | 0    | 0       | Amistoso                           |
| 2. | 14 de setembro de 2011 | Estádio Mario Alberto Kempes, Córdova, Argentina                  | 0–0       | Argentina  | 0    | 0       | Superclássico das Américas de 2011 |
| 3. | 28 de setembro de 2011 | Mangueirão, Pará, Brasil                                          | 2–0       | Argentina  | 0    | 0       | Superclássico das Américas de 2011 |
| 4. | 10 de setembro de 2012 | Estádio do Arruda, Recife, Brasil                                 | 8–0       | China      | 0    | 0       | Amistoso                           |
| 5. | 19 de setembro de 2012 | Estádio Serra Dourada, Goiânia, Brasil                            | 2–1       | Argentina  | 0    | 0       | Superclássico das Américas de 2012 |
| 6. | 21 de novembro de 2012 | La Bombonera, Buenos Aires, Argentina                             | 1–2       | Argentina  | 0    | 0       | Superclássico das Américas de 2012 |
| 7. | 6 de abril de 2013     | Estádio Ramón Tahuichi Aguilera, Santa Cruz de La Sierra, Bolívia | 4–0       | Bolívia    | 0    | 0       | Amistoso                           |
| 8. | 24 de abril de 2013    | Estádio do Mineirão, Belo Horizonte, Brasil                       | 2–2       | Chile      | 1    | 0       | Amistoso                           |

## Títulos
Paulista
- Copa do Brasil: 2005

Atlético Mineiro
- Campeonato Mineiro: 2012, 2013, 2020, 2021, 2022 e 2023
- Copa Libertadores da América: 2013[32]
- Recopa Sul-Americana: 2014
- Copa do Brasil: 2014 e 2021
- Campeonato Brasileiro: 2021
- Supercopa do Brasil: 2022

Internacional
- Campeonato Gaúcho: 2015 e 2016
- Recopa Gaúcha: 2016

Flamengo
- Campeonato Carioca: 2017
- Troféu Carlos Alberto Torres: 2017
- Taça Guanabara: 2018

Seleção Brasileira
- Superclássico das Américas: 2011 e 2012
- Copa das Confederações FIFA: 2013

### Prêmios Individuais
- Seleção do Campeonato Gaúcho: 2009
- Seleção do Campeonato Mineiro: 2011, 2012, 2013, 2020 e 2022
- Prêmio Craque do Brasileirão: 2011 e 2012
- Troféu Telê Santana: 2011, 2012 e 2013
- Bola de Prata: 2012 e 2016
- Seleção do Campeonato Carioca: 2017